# ヘルモポリス
ヘルモポリス（英: Hermopolis）は、古代エジプトにおける都市のひとつ。現在のエル＝アシュムネイン。

## 概要

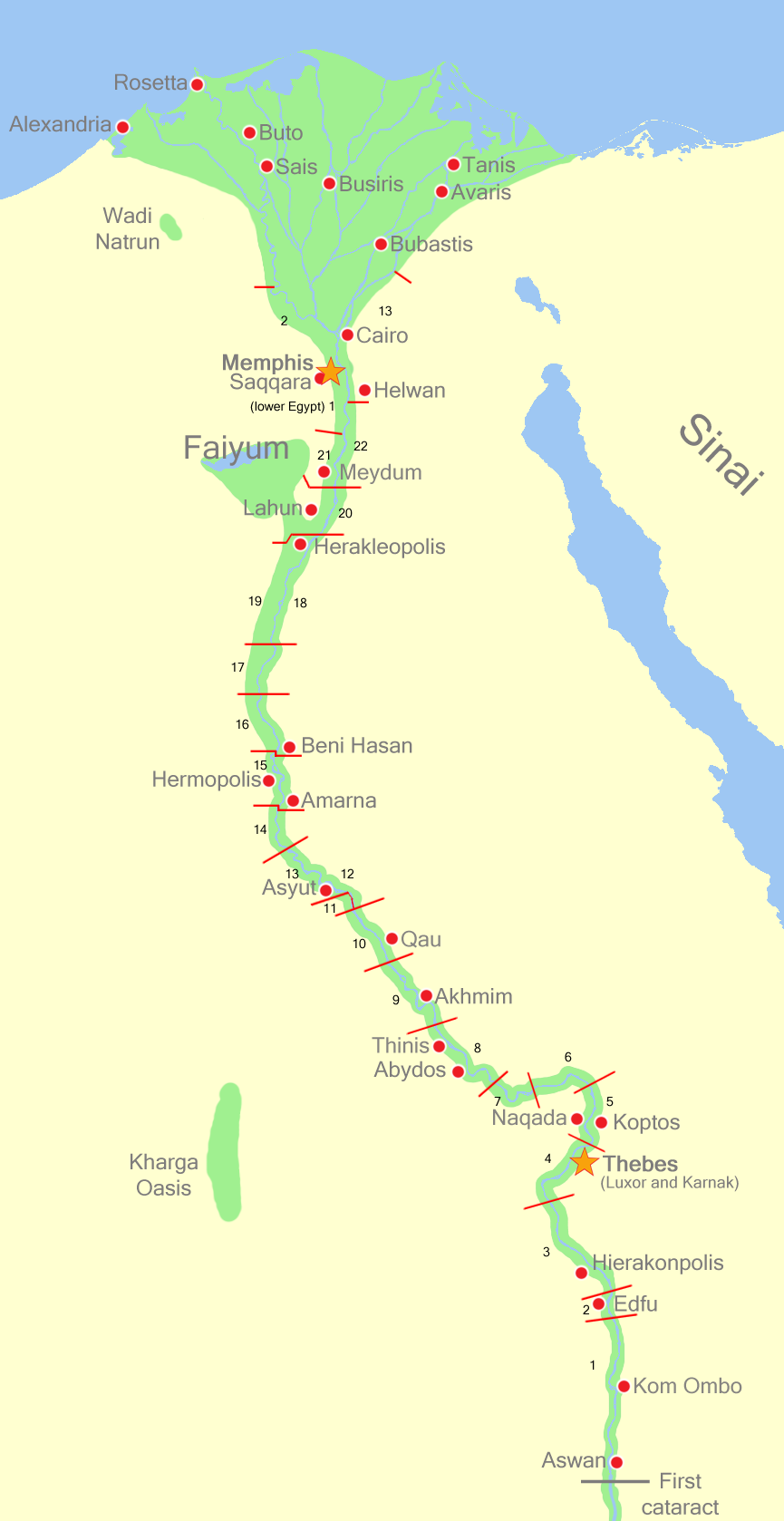
メンフィスとテーベの中間辺りのナイル川西岸。

ヘルモポリスとはギリシア語で「ヘルメスの町」の意味である。古代名では「クムヌ」と呼ばれた。
上エジプト第15ノモスの州都であり、トート神が管理する万能神殿がある。ヘリオポリスやメンフィスと並ぶ信仰の中心地で、トート神やオグドアドをはじめとした神々が登場するヘルモポリス神話が存在している。
神殿の所有する土地・財産は、ヘリオポリスに継ぐ第二位の規模だったとされる。しかし、他の宗教都市と違い、政権争いの記録にその名前が出てくることは無く、神官たちが王権と張り合ったという大きな事件も無い。ヘリオポリスやテーベの神官たちに政権を握られることを恐れたアクエンアテンがヘルモポリスの対岸のアマルナに遷都していることからしても、ここの神官団は中立的立場だったと思われる。